# ブロンド・レッドヘッド
ブロンド・レッドヘッド（英: Blonde Redhead）は、アメリカ合衆国ニューヨークを拠点に活動するロックバンドで、日本人女性カズ・マキノとイタリア生まれの双子のパーチェ兄弟（アメデオとシモーネ）からなる3人組である。
バンド名はニューヨークのノー・ウェイヴ・バンド、DNAの同名の曲に由来する。

## 概要
1993年結成。当初は4人組で活動。1995年にソニック・ユースのドラマー、スティーヴ・シェリーのレーベル、スメルズ・ライク・レコード (Smells Like Records) から2枚のアルバムを相次いでリリースする（シェリーはデビュー・アルバムのプロデュースも担当）。間もなく日本人ベーシストのマキ・タカハシが脱退し、代わって同じ日本人のトーコ・ヤスダが加入するが、彼女もまた程なくしてバンドを去り、以後3人組として活動を続けることとなる。
シカゴの名門インディー・レーベル、タッチ・アンド・ゴー・レコード (Touch and Go Records) に移籍し、1997年から2000年にかけて同レーベルから3枚のアルバムをリリース。2004年には4ADに移籍し、6thアルバム『ミザリー・イズ・ア・バタフライ』をリリース。4thアルバム『イン・アン・エクスプレッション・オブ・ジ・インエクスプレッシブル』から6thアルバムまではフガジのギー・ピチョットがプロデュースを担当した。インディー・ロック・シーンにおいて着実にファンを増やしていき、2007年にリリースされた7thアルバム『23』は最初の週に11,000枚を売り上げてThe Billboard 200で初登場63位を記録している。また、同アルバムのタイトルトラックは日本で「クリスタル・ガイザー2008年キャンペーン・ソング」に起用された。

## メンバー

### 現メンバー
- カズ・マキノ (Kazu Makino) - ギター、ボーカル他
- アメデオ・パーチェ (Amedeo Pace) - ギター、ボーカル他
- シモーネ・パーチェ (Simone Pace) - ドラムス他

### 旧メンバー
- マキ・タカハシ (Maki Takahashi) - ベース
- トーコ・ヤスダ (Toko Yasuda) - ベース ※現在はイーノンで活動。
- タダ・ヒラノ (Tada Hirano) - ベース ※現在はChin Chin等で活動。

## ディスコグラフィ

### スタジオ・アルバム
- 『ブロンド・レッドヘッド』 - Blonde Redhead (1995年、Smells Like)
- 『ラ・ミア・ヴィタ・ヴィオレンタ』 - La Mia Vita Violenta (1995年、Smells Like)
- 『フェイク・キャン・ビー・ジャスト・アズ・グッド』 - Fake Can Be Just as Good (1997年、タッチ&ゴー)
- 『イン・アン・エクスプレッション・オブ・ジ・インエクスプレッシブル』 - In an Expression of the Inexpressible (1998年、Touch and Go)
- 『メロディー・オブ・サーテン・ダメージド・レモンズ』 - Melody of Certain Damaged Lemons (2000年、Touch and Go)
- 『ミザリー・イズ・ア・バタフライ』 - Misery Is a Butterfly (2004年、4AD) ※全米180位
- 『23』 - 23 (2007年、4AD) ※全米63位
- 『ペニー・スパークル』 - Penny Sparkle (2010年、4AD) ※全米79位
- 『バラガン』 - Barragán (2014年、Kobalt)
- 『シット・ダウン・フォー・ディナー』 - Sit Down for Dinner (2023年、section1)

### EP
- Mélodie Citronique (2000年、Touch and Go)
- The Secret Society of Butterflies (2005年、4AD/Beggars Banquet)
- 3 O'Clock (2017年、Kobalt/Ponderosa/Asa Wa Kuru)

### コンピレーション&リミックス・アルバム
- Freedom of Expression on Barragán (2016年、Asa Wa Kuru)
- 『マスキュリン・フェミニン』 - Masculin Féminin (2016年、Numero)

### シングル
- "Amescream / Big Song" (1993年)
- "Vague / Jet Star" (1994年)
- "10 Feet High / Valentine" (1995年)
- "Flying Douglas / Harmony" (1995年)
- "Symphony of Treble / Kasuality" (1997年)
- "Limited Conversation / Slogan" (1998年)
- "Elephant Woman" (2004年)
- "Equus" (2004年)
- "23" (2007年)
- "Silently" (2007年)
- "Here Sometimes" (2010年)
- "No More Honey" (2014年)
- "Dripping" (2014年)